# 板橋区立前野小学校
板橋区立前野小学校（いたばしくりつ まえのしょうがっこう）は、東京都板橋区にある公立小学校。

## 沿革
出典：
- 1952年8月19日 - 設置
- 1952年9月1日 - 開校
- 1958年6月1日 - 分校（北前野小学校）から独立。
- 1973年12月15日 - 新校舎が竣工。
- 2007年8月23日 全館空調を設置。

## 通学区域
- 板橋区 [2]

前野町2丁目の一部
前野町3丁目の一部
前野町4丁目の一部
前野町5丁目の一部
前野町6丁目の一部